# Andrea Ballerin
Andrea Ballerin (* 1. Februar 1989) ist ein italienischer Skirennläufer. Seine Paradedisziplinen sind Slalom und Riesenslalom.

## Werdegang
Ballerin, der in Trient lebt, gab sein internationales Debüt im Alter von nur 15 Jahren bei FIS-Rennen im argentinischen Chapelco im August 2004. Zurück in Europa startete er ab Dezember des gleichen Jahres bei Junioren-Rennen. Bereits früh spezialisierte er sich auf Slalom und Riesenslalom.und fuhr mehrere Top-10-Platzierungen ein. Auch in den folgenden Wintern verblieb Ballerin im Juniorenbereich und konnte im Februar 2006 in Abetone seinen ersten Podestplatz feiern. Am 12. Februar 2006 gewann er das Rennen von Pinzolo. Im September 2006 gab der zwischenzeitlich 17-Jährige in Chile sein Debüt im Alpinen South American Cup. Bereits im ersten Slalom-Rennen von Termas de Chillán landete er als Dritter auf dem Podium. Den Winter 2006/07 verbrachte Ballerin erneut mit unterklassigen FIS-Rennen sowie Junioren-Rennen in seiner Heimat Italien.
Im September 2007 kam Ballerin erneut im South American Cup zum Einsatz und startete wie bereits im Vorjahr auch wieder in der Abfahrt und im Super-G. Jedoch konnte er lediglich mit einem 10. Platz im Slalom überzeugen. Im März 2008 startete er bei den Italienischen Meisterschaften erstmals bei den Senioren, blieb aber ohne Chance und landete am Ende nur im hinteren Feld. Somit verblieb er auch weiterhin im Aufbau- und Perspektivkader.
Erst im Januar 2010 folgte ein Einsatz im Europacup. Das Rennen in Kirchberg beendete er jedoch nach dem Ausscheiden im ersten Lauf nicht. Am 9. Februar 2010 sammelte Ballerin mit einem 26. Platz in Méribel erstmals Europacup-Punkte. Es blieben jedoch die einzigen des Winters. Erst ein Jahr später gelang ihm als Neunter in Zuoz erstmals ein Top-Resultat in dieser Serie. Daraufhin wurde er am 25. Januar 2011 für den Weltcup in Schladming nominiert, schied aber dort bereits in Durchgang eins aus. In den folgenden zwei Jahren startete er weiterhin unterklassig und selten auch im Europacup, jedoch ohne nennenswerte Erfolge. Auch bei den Italienischen Meisterschaften blieb er weiter ohne Medaille. 
Im Februar 2013 erfolgte eine erneute Nominierung für den Weltcup in Garmisch-Partenkirchen, jedoch verpasste Ballerin dort die Qualifikation. In Kranjska Gora gelang ihm dies wenig später, jedoch schied er hier erneut im ersten Durchgang aus. Bei der Deutschen Alpinen Skimeisterschaft 2013 wurde er Dritter im Riesenslalom. Bei den Slowenischen Meisterschaften in Krvavec im April wurde er Zweiter im Riesenslalom. Im August startete Ballerin am neuseeländischen Coronet Peak erstmals im Alpinen Australia New Zealand Cup. Bei der wenige Tage später folgenden Neuseeländischen Meisterschaft an gleicher Stelle wurde er 24. im Riesenslalom. Für den Winter 2013/14 erhielt er erneut einen Startplatz im Europacup, blieb aber die ersten Rennen ohne jegliche Chancen auf vordere Platzierungen, meist schied er bereits im ersten Durchgang aus. Erst beim City Event in San Vigilio überzeugte er überraschend als Vierter.
Ein Jahr später erhielt er in Schladming erneut die Möglichkeit, an einem Weltcup teilzunehmen, scheiterte aber erneut an der Qualifikation. Auch im März in Kranjska Gora verpasste er den Wettbewerb deutlich. Bei den Italienischen Meisterschaften 2015 wurde er Siebenter im Slalom und Elfter im Riesenslalom. Bei den Slowenischen Meisterschaften in Kranjska Gora schied in Ballerin in beiden Wettbewerben im zweiten Durchgang aus. 
Am 29. Oktober 2015 gewann Ballerin beim Riesenslalom-Weltcup in Sölden als 19. seine ersten Weltcup-Punkte. Einen Monat später gewann er in Jackson das Slalom-Rennen im Alpinen Nor-Am Cup. Im Dezember und Januar der Saison 2015/16 startete Ballerin mehrfach im Weltcup, verpasste aber die Qualifikation oder schied im ersten Durchgang aus. Erst im Februar 2016 gelang ihm in Japan als 25. der Gewinn weiterer Punkte. In der Folgezeit lief Ballerin dem Top-Feld hinterher und konnte er zum Beginn der Saison 2016/17 in Levi wieder in die Punkteränge fahren. Es blieb der einzige Weltcup der Saison, in dem Ballerin überhaupt den zweiten Durchgang erreichte. Im März 2017 startete er erstmals im Alpinen Far East Cup. Bestes Ergebnis war ein vierter Platz im Riesenslalom. Am 26. März 2017 gewann er Silber bei den Italienischen Meisterschaften.
Ein Jahr später feierte Ballerin zwei Top-10-Platzierungen im Europacup von St. Moritz. Im März stand er in Andorra erstmals als Dritter auf dem Europacup-Podium. Noch besser verlief schließlich das Europacup-Rennen von Andalo im Dezember, bei dem er als Zweiter durchs Ziel fuhr. Im Januar 2019 fuhr er in Courchevel erneut aufs Podest. Am 28. Februar 2019 gewann er schließlich den Riesenslalom am Oberjoch. Bei den Italienischen Meisterschaften 2019 im Riesenslalom wurde er Sechster. Für die Saison 2019/20 wurde Ballerin für den B-Kader nominiert.

## Erfolge

### Weltcup
- 2 Platzierungen unter den besten 20

### Weltcupwertungen
| Saison  | Gesamt | Gesamt | Riesenslalom | Riesenslalom | Slalom | Slalom |
| Saison  | Platz  | Punkte | Platz        | Punkte       | Platz  | Punkte |
| ------- | ------ | ------ | ------------ | ------------ | ------ | ------ |
| 2014/15 | 134.   | 10     | 43.          | 10           | –      | –      |
| 2015/16 | 116.   | 25     | 44.          | 19           | 53.    | 6      |
| 2016/17 | 147.   | 6      | –            | –            | 57.    | 6      |
| 2018/19 | 127.   | 15     | 44.          | 15           | –      | –      |

### Europacup
- Saison 2018/19: 10. Gesamtwertung, 3. Riesenslalomwertung
- 5 Podestplätze, davon 1 Sieg:

| Datum            | Ort      | Land        | Disziplin    |
| ---------------- | -------- | ----------- | ------------ |
| 28. Februar 2019 | Oberjoch | Deutschland | Riesenslalom |

### Nor-Am Cup
- 1 Sieg:

| Datum             | Ort     | Land | Disziplin |
| ----------------- | ------- | ---- | --------- |
| 26. November 2015 | Jackson | USA  | Slalom    |

### Weitere Erfolge
- 28 Siege in FIS-Rennen
- Bei der Deutschen Alpinen Skimeisterschaft 2013 Dritter im Riesenslalom
- Bei der Osttimoresischen Alpinen Skimeisterschaft 2019 bei der Landesmeisterschaft Zweiter und bei der Landesjugendmeisterschaft Erster im Slalom.